# Bistonina
Bistonina is een geslacht van vlinders van de familie Lycaenidae, uit de onderfamilie Theclinae.

## Soorten
- B. bactriana (Hewitson, 1868)
- B. biston (Möschler, 1876)
- B. erema (Hewitson, 1867)
- B. feretria (Hewitson, 1878)
- B. mantica (Druce, 1907)
- B. olbia (Hewitson, 1867)